# بلسان (بعدان)

تعديل مصدري - تعديل

بلسان هي إحدى قرى عزلة دلال بمديرية بعدان التابعة لمحافظة إب، بلغ تعداد سكانها 728 نسمة حسب تعداد اليمن لعام 2004.